# Teologia pastorale
La teologia pastorale è la disciplina teologica che studia la prassi ecclesiale per fornire eventuali criteri d'intervento correttivo.

## Storia del termine
Storicamente questo termine ha assunto vari significati, talvolta discutibili, ma soprattutto:
- La teoria del ministero consacrato in generale, includendo la definizione delle sue funzioni e doveri (o uffici), sottolineando principi teologici, requisiti morali e spirituali, metodi per lo svolgimento di questa attività, e discipline collegate all'istruzione ed all'educazione in vista del ministero cristiano.
- La teoria della cura pastorale, o "cura d'anime", "counselling pastorale", distinto in modo ambiguo da altre funzioni pastorali dal fatto che si focalizza principalmente sui bisogni dell'individuo ed il carattere personale del coinvolgimento pastorale con i fedeli.
- Una forma di comprensione della teologia che sorge dal contesto e dalla pratica del ministero e della missione cristiana, e quindi una particolare prospettiva sull'insieme della teologia.
- La teologia dell'intera vita ed opera della Chiesa nel suo contesto contemporaneo ed empirico, inclusa l'opera del ministero consacrato solo come suo esempio primario.

La prima definizione, nei termini del complesso dell'opera del pastorato, è il concetto tradizionale di teologia pastorale che è prevalso fino a tutto il XIX secolo nelle tradizioni sia cattolica che protestante (sebbene quella protestante tratti l'omiletica separatamente). 
L'enfasi sulla cura del singolo credente (definizione II) è emersa fortemente nel protestantesimo del XX secolo, spesso mescolata con la concezione più vecchia e con il concetto che vede questa disciplina come modalità di riflessione teologica distinta per il suo particolare contesto di applicazione (definizione III). Questo terzo significato è pure strettamente collegato al IV, la comprensione che ne ha il Cattolicesimo contemporaneo, distinto per la sua enfasi sul ministero come opera dell'intera Chiesa e non solo del clero.

## Rapporto con le altre discipline
La teologia pastorale riflette nelle varie situazioni concrete ed empiriche della Chiesa e del mondo. Il suo oggetto ed il suo metodo, quindi, non possono essere fatti derivare dalle altre discipline teologiche, richiedono la comprensione della situazione umana nella sua particolarità storica, contingenza e sviluppo sperimentale per elaborare criteri metodologici adatti ed efficaci. Tradizionalmente si diceva che il suo metodo comporti la applicazione di principi astratti a situazioni specifiche (con certe abilità e virtù accessorie). Il pensiero contemporaneo, però, tende ad abbracciare concezioni più dinamiche e dialettiche del metodo, in cui non si mettono a confronto i principi teologici, dedotti da altre discipline, ma a partire dall'incontro della dottrina e le situazioni concrete si elaborano dei criteri per intervenire più efficacemente sulla prassi. Storicamente, la teologia pastorale ha avuto un rapporto particolarmente stretto con la teologia morale e la casuistica, riflettendo l'ampiezza con la quale la cura pastorale ha preso la forma di conduzione morale e di disciplina penitenziale attraverso gran parte della storia della Chiesa. Nel XX secolo, però, la pratica pastorale si è fortemente orientata essenzialmente verso interessi terapeutici, specialmente nel Protestantesimo. Questo spostamento ha allargato e riorientato la teologia pastorale da questioni etiche di conduzione e disciplina verso tematiche più teologicamente concepite nell'antropologia e nella soteriologia (Protestantesimo) come pure verso l'ecclesiologia e la teologia liturgica (Cattolicesimo). Questione particolarmente rilevante nella teologia pastorale protestante è stata la chiarificazione del suo carattere e proposito etico dopo diversi decenni di orientamento psicoterapico, mentre nel Cattolicesimo queste nuove sottolineature hanno sfidato ed espanso la comprensione storica del sistema sacramentale come espressione fondamentale e comprensiva della cura pastorale nella Chiesa.
Più sinteticamente, si può affermare che l'ecclesiologia studia l'essenza dell'idea di Chiesa che è presente dall'origine che permane nella storia attraverso i secoli; la teologia pastorale studia le espressioni storiche particolari e differenti di questa idea di Chiesa.
Analogamente, la teologia sacramentaria studia l'essenza del ministero pastorale che permane nei secoli e nelle mutevole forme storiche concrete assunte; la teologia pastorale studia il concreto esercizio storico di tale ministero di cui l'essenza studiata dalla sacramentaria rimane il riferimento imprescindibile.

## Storia e problematiche
La teologia pastorale nasce come disciplina autonoma e pratica col il Regolamento scolastico generale promulgato il 3 ottobre 1774 da Maria Teresa d'Austria. A partire dal 1777 si insegnò al clero nelle lingue vernacolari una disciplina che era volta alla formazione di perfetti servitori dello Stato, degni del Vangelo.
Con l'esortazione apostolica Pastores dabo vobis di Giovanni Paolo II afferma:
(Pastores dabo vobis, n. 55)
La pastorale non è soltanto un complesso di esortazioni, di esperienze, di metodi: possiede una sua piena dignità teologica, perché riceve dalla fede i principii e i criteri dell'azione pastorale della Chiesa nella storia, di una Chiesa che "genera" ogni giorno la Chiesa stessa.
Tra questi principii e criteri si dà quello particolarmente importante del discernimento evangelico della situazione socio-culturale ed ecclesiale entro cui si sviluppa l'azione pastorale.»
(Pastores dabo vobis. n. 57)
La teologia pastorale è intesa come una riflessione teologica e scientifica sull'autorealizzarsi e edificarsi della Chiesa nella storia mediante l'ausilio dello Spirito Santo Dio, fedele a Cristo e al suo Spirito nel deposito della fede e nella missione evangelizzatrice dell'annuncio del Regno di Dio per la salvezza di tutte le persone.
Essa è una disciplina autonoma della teologia sia teorica (perché non può prescindere dal dato di fede e dallo studio rigoroso delle altre scienze sacre) sia pratica (perché non può prescindere dalla storia e dalla destinazione pastorale dei contenuti, differenziati per età e circostanze contingenti).

### Il problema della teologia pastorale oggi. Lettura con uso e riferimenti di Magistero.
L'odierna principale problematica riguardante la teologia pastorale (scienza che studia l'azione correttiva) nel Cattolicesimo è, secondo un'opinione largamente condivisa da chierici ed eruditi teologi (v. Ermeneutica del Concilio Vaticano II), il suo progressivo allontanamento dalla dottrina cattolica ed, in particolare, dalla teologia dogmatica sulla fede ed il costume, ciò, secondo lo scrittore Carlo Di Pietro, andrebbe contro i dettami della Chiesa e, più precisamente, contro quello che ben spiega il documento Humani generis di papa Pio XII. Si legge, difatti, nella lettera enciclica di papa Pio XII, del 22 agosto 1950: I Pontefici infatti - essi vanno dicendo - non intendono dare un giudizio sulle questioni che sono oggetto di disputa tra i teologi; è quindi necessario ritornare alle fonti primitive, e con gli scritti degli antichi si devono spiegare le costituzioni e i decreti del Magistero. Queste affermazioni vengono fatte forse con eleganza di stile; però esse non mancano di falsità. Infatti è vero che generalmente i Pontefici lasciano liberi i teologi in quelle questioni che, in vario senso, sono soggette a discussioni fra i dotti di miglior fama; però la storia insegna che parecchie questioni, che prima erano oggetto di libera disputa, in seguito non potevano più essere discusse. Né si deve ritenere che gli insegnamenti delle Encicliche non richiedano, per sé, il nostro assenso, col pretesto che i Pontefici non vi esercitano il potere del loro Magistero Supremo. Infatti questi insegnamenti sono del Magistero ordinario, di cui valgono poi le parole: "Chi ascolta voi, ascolta me" (Luc. X, 16); e per lo più, quanto viene proposto e inculcato nelle Encicliche, è già per altre ragioni patrimonio della dottrina cattolica. Se poi i Sommi Pontefici nei loro atti emanano di proposito una sentenza in materia finora controversa, è evidente per tutti che tale questione, secondo l'intenzione e la volontà degli stessi Pontefici, non può più costituire oggetto di libera discussione fra i teologi.
Il volume Apologia del Papato - testo dogmatico, morale, giuridico e cronachistico - edito da EffediEffe nel 2014, elaborato dal giornalista e scrittore Carlo Di Pietro, 592 pagine e 1141 note, dedica un corposo capitolo al tema (pag. 320 ss.). Aggiunge l'autore del volume, alla voce DOGMATICO O PASTORALE?: La «Orientalis Ecclesiæ» è la sesta Enciclica pubblicata dal Papa Pio XII il 9 aprile 1944; in essa il Papa esalta san Cirillo di Alessandria: il pastore, il teologo, il difensore della vera dottrina e dell'integrità della fede contro le eresie del suo tempo. È un esempio ortodosso di invito a lavorare pastoralmente per l'unità dei Cristiani, sull'esempio di san Cirillo, nella sua dottrina e con il suo patrocinio, «unità dei Cristiani» da intendersi rettamente come ritorno dei figli erranti - i quali rigettano pubblicamente le loro eresie - nel seno dell'unica vera Chiesa di Cristo, e «non con l'ambiguo senso ecumenista post Concilio Vaticano [II]» (ivi. cit. Orientalis Ecclesiæ) . Quindi cosa si deve credere e tenere come dottrina cattolica? «Id teneamus quod ubique, quod semper, quod ab omnibus traditium est; hoc est enim vere proprieque catholicum», ovverosia «Quello - risponde il Lirinese - che fu creduto da tutti, in tutti i tempi e in tutti i luoghi; perché questo è veramente e propriamente cattolico» (p. 320).
Sempre dal volume Apologia del Papato si apprende che: l'antichità e l'universalità della dottrina ci devono essere di «norma», ecco perché il grande Apostolo ci avverte di non prestar fede neppure a un angelo, con qualsiasi strategia pastorale si presenti, quand'esso ci annunciasse una dottrina diversa da quella predicata in principio (Sed licet nos aut angelus de caelo evangelizet vobis praeterquam quod evangelizavimus vobis, anathema sit! Gal. I,8). Inveendo contro l'imperatore Leone l'iconoclasta, san Giovanni Damasceno esclama: «Ascoltate, popoli, tribù, uomini, donne, ragazzi, giovani, vecchi, nazione santa di Cristiani: se alcuno vi annunzia cosa contraria a quello che la Chiesa cattolica ha ricevuto e conserva come tramandato dai santi Apostoli, dai Padri e dai Concilii, non porgetegli orecchio, non date retta al diabolico consiglio suo, perché non avvenga a voi come ad Eva che, sedotta dal serpente, incontrò la morte. Sia egli un Angelo, sia un re quegli che insegna diversamente dalla Chiesa cattolica, fuggitelo, e sia anàtema».
La pastoralità di un documento promulgato dalla Chiesa docente, sia essa riunita in Concilio ecumenico o meno (promulgazione universale da parte del 'solo' Pontefice), non può in alcun modo sacrificare l'oggetto materiale della fede, la Chiesa fondata da Gesù, mantenendo «perpetua ed invariabile la sua visibilità», non si è scostata mai da norme così savie, nella dottrina, nel culto, nella liturgia, nella pastorale, nella formazione, ecc.... L'autore, citando sant'Alfonso Maria de Liguori, fa presente che le coeve tendenze ermeneutiche, problematiche odierne provocate dalla nuova scienza pastorale, prendono probabilmente vita dal calvinismo. Aggiunge: «Apud quem non est transmutatio, nec vicissitudinis obumbratio» dice san Giacomo, «Non andate fuori strada, fratelli miei carissimi; ogni buon regalo e ogni dono perfetto viene dall'alto e discende dal Padre della luce, nel quale non c'è variazione né ombra di cambiamento» (Gc. I,16-17); e quel tipo di visibilità che io difendo, è proprio quel «buon regalo e […] dono perfetto» dove «non c'è variazione né ombra di cambiamento»; appunto in essa, nella Chiesa fondata da Gesù Cristo, sono riconoscibili senza alcun dubbio le note della perpetuità e dell'invariabilità, oltracciò deve, nella specifica porzione chiaramente distaccatasi, parlarsi inevitabilmente di «chiesa d'apostasia, di scisma, d'eresia».
Le Lettere pastorali di san Paolo sarebbero, sempre secondo Apologia del Papato, l'esempio della vera pastorale cattolica che non trascura l'oggetto materiale della fede. Altrove san Paolo scaglia l'anatema contro qualsivoglia trasgressore: Sicut praediximus, et nunc iterum dico: Si quis vobis evangelizaverit praeter id, quod accepistis, anathema sit! (Gal. I,9).

### Altri autori noti e loro interpretazioni. Letture senza uso e riferimenti di Magistero.
Non sono dello stesso parere del giornalista e scrittore Carlo Di Pietro (Apologia del Papato, EffediEffe 2014) altri autori contemporanei, fra i quali spiccano:
1) Mons. Brunero Gherardini, autore del libro Concilio Ecumenico Vaticano II. Un discorso da fare, edito dalla Casa Mariana Editrice di Frigento, fondata e diretta dai Frati francescani dell'Immacolata. Secondo mons. Gherardini, il Concilio Vaticano II avrebbe aperto al modernismo in alcuni documenti della Chiesa, tuttavia lo avrebbe fatto solo pastoralmente, così ammettendo la possibilità dell'esistenza dell'errore dottrinale nei documenti di Magistero ordinario ed universale, sebbene, come egli sostiene, ciò sarebbe accaduto solo pastoralmente, dunque non inficiando affatto l'infallibilità promessa. Si legge nel suo libro: A chi mi chiedesse se in ultim'analisi la tabe modernista s'annidasse proprio nei documenti conciliari e se i Padri stessi ne fossero più o meno infetti, dovrei rispondere con un no quanto con un sì. No, perché il respiro soprannaturale è tutt'altro che assente dal Vaticano II grazie alla sua aperta confessione trinitaria, alla sua fede nell'incarnazione e redenzione universale del Verbo, al radicato convincimento circa l'universale chiamata alla santità, alla riconosciuta e professata causalità salutare dei sacramenti, alla sua alta considerazione del culto liturgico ed eucaristico in special modo, alla sacramentalità salvifica della Chiesa, alla devozione mariana teologicamente alimentata. Ma anche sì, perché non poche pagine dei documenti conciliari arieggiano scritti e idee del modernismo – si veda soprattutto la Gaudium et spes – e perché alcuni Padri conciliari – e non dei meno significativi – non nascondevano aperte simpatie per antichi e nuovi modernisti […] Volevan infatti una Chiesa pellegrina della verità, in cordata verso di essa insieme con ogni altro pellegrino… La volevan amica ed alleata d'ogni altro ricercatore. Assertrice, anche nell'ambito degli studi sacri, dello stesso criticismo metodologico d'ogni altra scienza. Una Chiesa, insomma, laboratorio di ricerca e non dispensatrice di verità calate dall'alto (pp. 78-79). Il problema pastorale odierno, dunque, esisterebbe ma andrebbe risolto in chiave ermeneutica;
2) Padre Serafino M. Lanzetta, sempre dei Francescani dell'Immacolata, autore del libro Il Vaticano II, un concilio pastorale. Ermeneutica delle dottrine conciliari, edito da Cantagalli, Siena 2014. L'autore, favorevole anch'egli all'ermeneutica (rilettura dei documenti del Concilio Vaticano II in chiave tradizionale), tendenza ammissibile poiché il Concilio Vaticano II sarebbe, si legge, esclusivamente pastorale, si interroga: Cosa veramente voleva dire il Vaticano II? Cosa ha rappresentato? Uno “spirito del Concilio”, molto spesso confuso con lo spirito del mondo, prese il sopravvento, e i testi magisteriali furono semplicemente tralasciati per fare spazio ad una “primavera” costruita a tavolino da alcuni esperti della pastorale. Si agitava la questione del Concilio come “un tutto” per la fede, come nuova stagione per la Chiesa, come via di non ritorno, dal lato opposto, lo si presentava come un incidente di percorso, un errore di valutazione. Per molti una partenza. Per altri un arresto. Cos'è l'ultimo Concilio per la Chiesa? La domanda divide la Chiesa forse come non mai prima (p. 26). Secondo padre S. M. Lanzetta, non sempre è chiaramente distinto il campo pastorale da quello dottrinale nel Concilio Vaticano II, quindi l'odierna pastorale costituirebbe un problema: per il semplice fatto che non si dà né una definizione dell'uno né dell'altro, ma spesso, i due lemmi impiegati nella loro accezione tradizionale, servono ora a confermare la sana teologia, ora a lasciare ancora il dato dottrinale alla teologia, ora a provocare uno sviluppo che necessariamente coinvolge la fede e la sua dottrina (p. 32). Dalla più recente ed affidabile recensione al libro in esame, apprendiamo che: Il titolo del lavoro di P. Lanzetta esprime chiaramente la peculiarità del Vaticano II: un concilio fontalmente pastorale, che si distingue per un insegnamento dottrinale cospicuo, riuscendo a coinvolgere tutti i più importanti e influenti teologi del tempo. Un problema ermeneutico fondamentale che l'Autore affronta è riassumibile nella seguente domanda: qual è il grado di vincolabilità magisteriale del Concilio Vaticano II come tale? A questa domanda non si può rispondere correttamente se non si esaminano puntualmente le singole dottrine che costituiscono il ricco insegnamento del Vaticano II, e quindi, se non si entra, per così dire, nella stessa mens conciliare, rinvenibile solo grazie allo studio sistematico delle fonti del Concilio, lette alla luce della vivente Tradizione della Chiesa e del Magistero pontificio. Dallo studio analitico della mens dei Padri, l'Autore arriva a questo possibile grado teologico del tenore magisteriale del Vaticano II nelle sue principali dottrine insegnate nelle Costituzioni dogmatiche: sententiae ad fidem pertinentes, non definitive, ma che possono conoscere ancora un importante progresso magisteriale, rimanendo, quale nota magisteriale del Concilio in quanto tale, quella di magistero solenne e straordinario nella forma, ma ordinario nell'esercizio effettivo;
3) Prof. Roberto De Mattei, autore del saggio storico Il Concilio Vaticano II. Una storia mai scritta, Lindau, 2010. Sebbene l'apprezzato volume vuol affrontare il problema della odierna pastorale principalmente sul piano storico, quindi vengono citate le cronache del Concilio Vaticano II e le successive diatribe, soprattutto olandesi e nord europee, il prof. De Mattei approccia anche al dibattito teologico. Si può dire che il testo segue la stessa linea dottrinale di Mons. Gherardini sopra citato (Concilio Vaticano II esclusivamente pastorale, dunque sarebbe ammissibile la presenza di una definizione errata nei documenti di Magistero ordinario ed universale promulgati in sede). Come rileva il teologo domenicano Padre Giovanni Cavalcoli O.P., commentando lo scritto in questione ed altri dello stesso autore: Il Concilio, con discernimento ispirato dallo Spirito Santo, ci insegna a “raccogliere il positivo e a respingere il negativo”. Accusare il Concilio di modernismo, come fanno i lefevriani, è stoltezza ed è a sua volta eretico, perché le dottrine di un Concilio ecumenico, siano o non siano esposte nella forma di definizioni solenni (qui Gherardini e De Mattei si sbagliano), sono sempre “infallibili” (purché rettamente interpretate), ossia “immutabilmente vere”, in quanto interpretazione ecclesiale della Parola di Dio. Tutt'al più un Concilio può sbagliare nelle direttive pastorali, e qui possiamo anche avanzare delle riserve o delle critiche sugli insegnamenti del Concilio, tanto che non sarebbe forse male convocare un nuovo Concilio per dissipare gli equivoci e correggere gli errori pastorali [...] Certo al Concilio erano presenti dei mestatori e dei criptomodernisti, certo si fa fatica a capire come Papa Giovanni sia stato così ingenuo da ammetterli al Concilio, ma resta sempre che i loro errori, benché essi abbiano tentato, non sono affatto penetrati nei documenti finali del Concilio. Qui De Mattei confonde ciò che si è discusso durante i lavori del Concilio con le conclusioni alle quali è arrivato.
4) Padre Giovanni Cavalcoli O.P., autore del libro Progresso nella continuità. La questione del Concilio Vaticano II e del post-concilio, edito da Fede&Cultura nel 2014. Il teologo domenicano non condivide la chiave di lettura di "rottura" con la Tradizione da parte della pastorale conciliare (Ermeneutica della discontinuità), dei tre autori qui precedentemente citati, soprattutto del primo (mons. Gherardini) e del terzo (prof. De Mattei). Secondo il suo punto di vista (Ermeneutica della continuità), andrebbe, invece, seguita la chiave ermeneutica indicata da Benedetto XVI per la retta interpretazione del Concilio Vaticano II: Continuità nella riforma o nel progresso, contro l'interpretazione che vede nelle nuove dottrine del Concilio un adeguamento alla modernità, tale da smentire la dottrina cattolica precedentemente insegnata dal Magistero della Chiesa.

### Origine del problema della teologia pastorale (e delle tendenze ermeneutiche) oggi
Secondo l'autore del già citato volume Apologia del Papato, tutte le diatribe contemporanee circa la Teologia pastorale, che tante sono da circa 40 anni (esempi noti di forti contestazioni: Mons. Antônio de Castro Mayer, Mons. Marcel Lefebvre, Mons. Pierre Martin Ngô Đình Thục, Mons. Michel Guérard des Lauriers, ecc...), verosimilmente sarebbero state fomentate dalla seguente dichiarazione di Papa Paolo VI: Vi è chi si domanda quale sia l'autorità, la qualificazione teologica, che il Concilio [Vaticano (II), NdA] ha voluto attribuire ai suoi insegnamenti, sapendo che esso ha evitato di dare definizioni dogmatiche solenni, impegnanti l'infallibilità del Magistero ecclesiastico. E la risposta è nota per chi ricorda la dichiarazione conciliare del 6 marzo 1964, ripetuta il 16 novembre 1964: dato il carattere pastorale del Concilio [Vaticano (II), NdA], esso ha evitato di pronunciare in modo straordinario dogmi dotati della nota di infallibilità; ma esso ha tuttavia munito i suoi insegnamenti dell'autorità del supremo Magistero ordinario il quale Magistero ordinario e così palesemente autentico deve essere accolto docilmente e sinceramente da tutti i fedeli, secondo la mente del Concilio circa la natura e gli scopi dei singoli documenti (Op. cit., p. 330, nota 666). Sostiene Carlo Di Pietro (Ivi., p. 331 ss.): Ho già spiegato precedentemente, nel dettaglio e citando il Magistero, l'indubitabile confusione dottrinale insita nella proposizione e che essa stessa ingenera negli uditori; davvero mi sembra che sia intrinsecamente insidiosa. Se il Concilio Vaticano II - che, secondo G. Montini (Paolo VI), è addirittura «più importante del Concilio di Nicea» - «ha evitato di pronunciare in modo straordinario» nuove dottrine su questioni di fede e costume, sicuramente lo ha fatto «in modo ordinario ed universale», implicando certamente l'infallibilità mai ottenuta, poiché ha oggettivamente errato, difatti alcune sue nuove dottrine su questioni di fede e costume creano obiettivamente problemi nella trasmissione della fede. 
Senza l'esistenza di questo problema, almeno così sembra, sarebbe anche inutile la presente disamina (Storia e problematiche della Teologia pastorale) su Wikipedia, pertanto il dato storico esiste e sembra essere inconfutabile. Fa presente l'autore di Apologia del Papato: Questo non lo affermo io, ma lo dimostra sia la teologia (autorevole, concreta e comune), che la storia. Mi dicano, allora, se il Concilio Vaticano II non ha pronunciato universalmente nuove dottrine su questioni di fede e costume: a) Perché esiste? b) Cosa vuole? c) Perché crea universalmente problemi dottrinali e scissioni? d) Dove sono, prima di codesto avvenimento, queste nuove dottrine problematiche? e) Perché viene chiamato Concilio ecumenico ovvero universale? f) Perché oggi la Chiesa impugna sempre i suoi Documenti per insegnare universalmente nuove dottrine? [...] Sempre secondo Montini (Paolo VI) la dottrina cattolica - ovvero i contenuti dogmatici da custodire (quale Deposito), trasmettere e poi trasmessi - «non è messa in dubbio dal Concilio [Vaticano (II), NdA] o sostanzialmente modificata; ché anzi il Concilio [Vaticano (II), NdA] la conferma, la illustra, la difende e la sviluppa con autorevolissima apologia», inoltre «dalla voce franca e solenne del Concilio [Vaticano (II), NdA] sperimentano quale provvidenziale ufficio sia stato affidato da Cristo al Magistero vivo della Chiesa per custodire, per difendere, per interpretare il Deposito della fede». Eppure: quel Deposito della fede che il Concilio Vaticano (II) pretende di interpretare universalmente ed impiegando la Scrittura, già precedentemente è stato sia interpretato che definito solennemente, sicuramente con un'interpretazione diversa da quella che pretende di definire universalmente, oggi, il Concilio Vaticano II. Altro che «autorevole apologia»! La docenza di Montini (Paolo VI) sarà condannata da diversi uomini di Chiesa e teologi, i quali ritengono che alcuni documenti di «supremo Magistero» promulgati dal Montini, ma che essi non vollero firmare, addirittura sono «pericolosi per la fede e per la salvezza delle anime». Molti successivamente si diranno obbligati alla disobbedienza costante (esempio i Lefebvriani), pur rimanendo in comunione (di governo e di privilegi) col soggetto e con i suoi successori che ne hanno confermato parimenti la docenza; pochi, invece, riterranno che: «questo Magistero, essendo eretico, non può essere imputabile alla Chiesa di Cristo», quindi moralmente saranno obbligati a constatare la vacanza solo formale o totale della Sede Apostolica, che sarebbe, oggigiorno, comunque occupata illegittimamente (esempio i Sedevacantisti). 
A proposito della dichiarazione di Paolo VI (Udienza del 12 gennaio 1966) qui citata, commenta ancora l'autore di Apologia del Papato: 1) [...] Montini (Paolo VI) avrebbe dimostrato, probabilmente, di non sapere che non esistono Documenti o Concilii totalmente (o integralmente) «dogmatici» e «non dogmatici» (quindi solo pastorali), poiché tutto dipende dal contenuto che si esprime in essi, cui segue il come lo si esprime [...] e da chi; 2) Ci può essere, diversamente, un Documento «dogmatico» in cui in alcuni punti il Papa parla sì, ma senza vincolare nessuno; ebbene in quei precisi punti non sta parlando infallibilmente. È ovvio che la garantita infallibilità non dipende affatto dal «titolo» del Documento o dalla «presentazione» che si vuol dare ad un Concilio, ma anzi dipende da cosa insegna, a chi lo insegna e da come lo dice in ogni singolo rigo di Documento. Ebbene, anche se volessimo passare il titolo di «Concilio non dogmatico», in alcuni punti è evidentemente certo che ha vincolato ed ha parlato universalmente, quindi sarebbero stati (Papa e Chiesa con Papa) comunque assistiti! E questo lo hanno sempre negato i Modernisti ed i Gallicani, oggi ben accompagnati dai neo «tradizionalisti».